# Channing (Texas)
Channing je město v okrese Hartley County ve státě Texas ve Spojených státech amerických. V roce 2020 zde žilo 281 obyvatel. S celkovou rozlohou 2,6 km² byla hustota zalidnění 110 obyvatel na km².